# Louis Nkanza
Louis Nkanza, född 16 oktober 1949, är en friidrottare från Kongo-Brazzaville. Han deltog vid olympiska sommarspelen 1972, olympiska sommarspelen 1976 och olympiska sommarspelen 1980.